# Dipsastraea laddi
Espèce
Dipsastraea laddi est une espèce de coraux appartenant à la famille des Merulinidae.